# Босуэлл, Арнита Янг
Босуэлл, Арнита Янг (англ. Arnita Young Boswell; 19 апреля 1920, Детройт, Мичиган — 6 июля 2002, Лос-Анджелес, Калифорния) — американский активист и педагог.

## Биография
Арнита Босуэлл родилась и выросла в Детройте, штат Мичиган, но выросла в штате Кентукки, США. Её отец, Уитни М. Янг-старший (англ. Whitney M. Young Sr.), был президентом Института Линкольна, мать, Лаура Рэй Янг (англ. Laura Ray Young), была первым афроамериканским почтмейстером в штате Кентукки и вторым в США. Её сестра, библиотекарь Элеонор Янг Лав, и брат, лидер за гражданские права Уитни Янг, выросли в Линкольн-Ридж[уточнить], штат Кентукки.
Арнита Босуэлл занималась общественной работой вместе со своим братом и сестрой, которая заключалась в борьбе за гражданские права и развитие образования афроамериканцев. Её брат стал президентом Национальной городской лиги и возглавил движение за равенство афроамериканцев в вооружённых силах США. Позже в честь него назовут школу[d] в Джерси-Сити, штат Нью-Джерси, и публичную библиотеку[d] в Чикаго, штат Иллинойс.
Арнита Босуэлл получила[когда?] почётную докторскую степень по социальной работе в Колорадском университете в Боулдере.
Арнита Босуэлл участвовала[когда?] во Второй мировой войне в качестве руководителя службы отдыха чернокожих солдат, дислоцированных в Германии.
В 1953 году Арнита Босуэлл вышла замуж за дерматолога, доктора Пола Босуэлла. Большую часть своей профессиональной жизни она посвятила преподаванию и социальным услугам.
С 1961 по 1980 годы Арнита Босуэлл была профессором по социальной работе в Чикагском университете, затем работала директором социальных служб для семей с детьми с особыми потребностями в Университете Иллинойса в Чикаго, работала директором Центра семейных ресурсов (англ. Family Resources Center) в социальном Доме Роберта Тейлора для малообеспеченных граждан, сейчас это окрестности Легендс-Саут.
Арнита Босуэлл была первым национальным директором Project Head Start[уточнить] и социальных работников государственных школ Чикаго, также была основателем Чикагской Лиги чернокожих женщин (англ. Chicago's League of Black Women), Женского совета Чикагской городской лиги и Национального объединения чернокожих женщин (англ. National Hook-Up of Black Women).
Миссис Босуэлл умерла 6 июля 2002 года в больнице Лос-Анджелеса в возрасте 82 года; у неё осталась дочь Бонни Босуэлл Гамильтон (англ. Bonnie Boswell Hamilton).
В 2004 году уполномоченный Совет окружных комиссаров (или Окружная комиссия) Управления парками Чикаго в рамках инициативы по признанию достижений выдающихся женщин Чикаго переименовало место отдыха, известное ранее как Чокбери-парк и расположенное на 5217 Саут-Юнивёсити-авеню в двух километрах от места работы миссис Босуэлл, — в «Босуэлл-парк» в честь Арниты Янг Босуэлл.